# Mirina
Mirina är ett släkte av fjärilar. Mirina ingår i familjen Mirinidae.
Mirina är enda släktet i familjen Mirinidae.
Kladogram enligt Catalogue of Life:
| Mirina | \| \| Mirina christophi \| \| \| \| \| \| Mirina fenzeli \| \| \| \| |
|        | \| \| Mirina christophi \| \| \| \| \| \| Mirina fenzeli \| \| \| \| |
|        | Mirina christophi                                                    |
|        |                                                                      |
|        | Mirina fenzeli                                                       |
|        |                                                                      |

## Bildgalleri

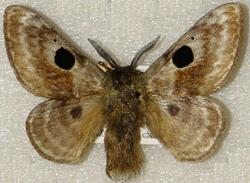
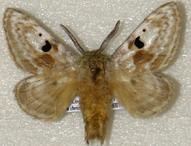
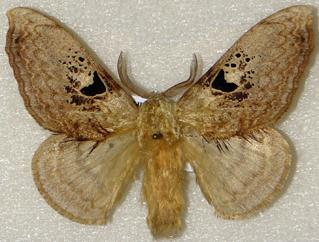
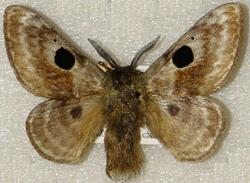